# Pardamean Asih
Pardamean Asih is een bestuurslaag in het regentschap Simalungun van de provincie Noord-Sumatra, Indonesië. Pardamean Asih telt 786 inwoners (volkstelling 2010).